# Atriplex littoralis
Atriplex littoralis es una especie botánica de arbusto forrajero anual,  en la familia de las Amaranthaceae.

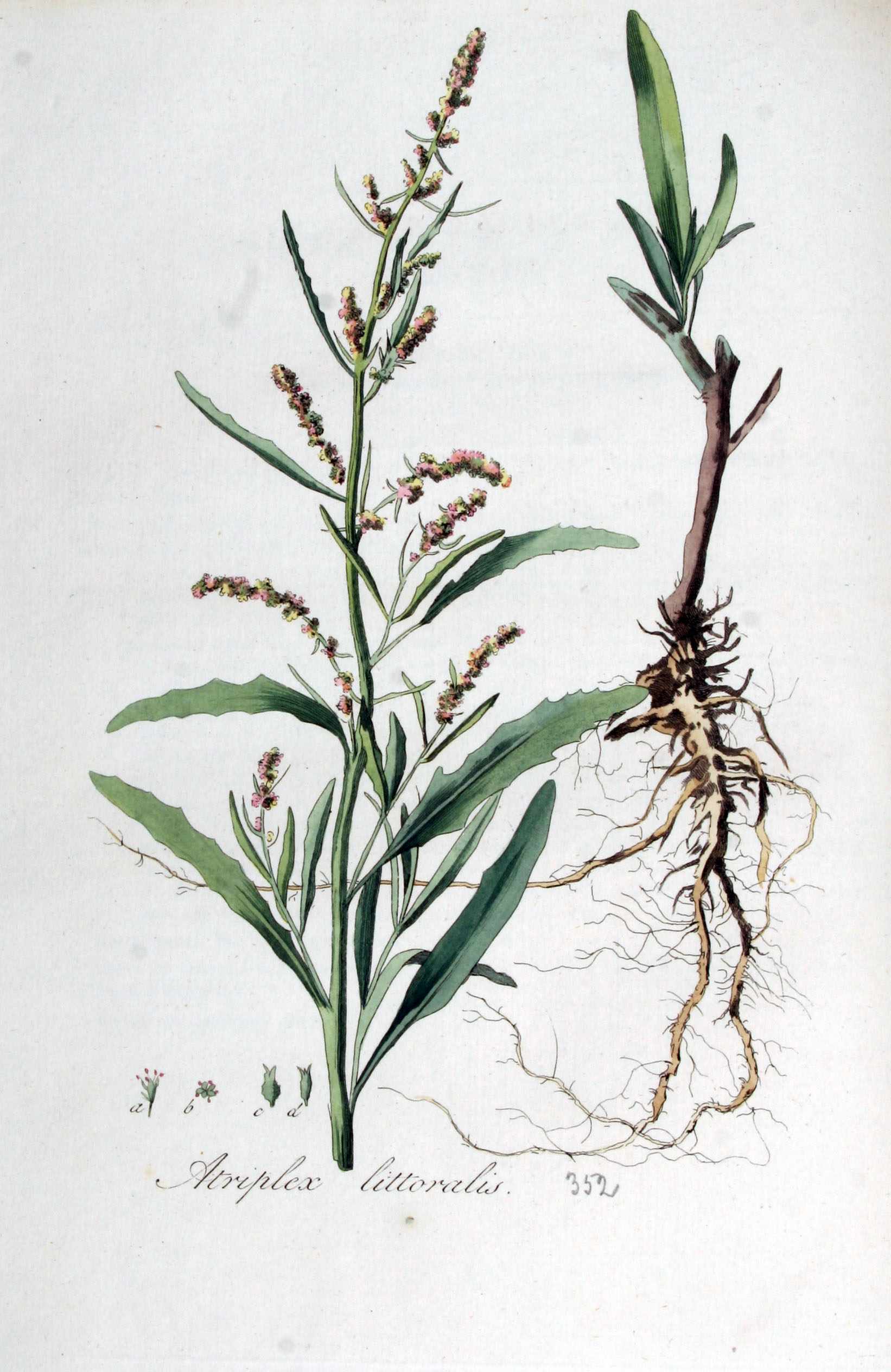
Ilustración

## Hábitat
Es nativa de África del norte (Egipto); Asia templada (Azerbaiyán, Rusia, Siberia, Kazajistán, Primorie); Europa (Dinamarca, Finlandia, Noruega, Suecia, Reino Unido, Austria, Bélgica, República Checa, Alemania, Hungría, Holanda, Polonia, Bielorrusia, Ucrania, Grecia, Italia, Rumania, Eslovenia, Francia, España). 
Su hábitat es el litoral, propiamente sobre dunas o sobre terrenos interiores salinos y húmedos.

## Descripción
Normalmente mide de 3-11 dm  (enlace roto disponible en Internet Archive; véase el historial, la primera versión y la última).; pero promedia 7-8 dm de altura, y crece a lo largo de playas de muchos lugares del mundo. Tiene hojas angostas y de  color grisáceas verdes. Flores muy pequeñas, verdosas en glomérulos reunidos en el ápice. En el norte europeo florece de julio a septiembre (verano boreal).

## Taxonomía
El género fue descrito por Carlos Linneo y publicado en Species Plantarum 2: 1054. 1753.
Etimología
Atriplex: nombre genérico latino con el que se conoce a la planta.
littoralis: epíteto latino  que significa "en el litoral, en la costa.
Sinonimia;
- Schizotheca littoralis (L.) Fourr. 1869, non Beck 1890]
- Atriplex serrata Huds.
- Atriplex salicina Pall.
- Atriplex marina L.
- Atriplex hastata subsp. littoralis (L.) Pons
- Atriplex patula L. var. littoralis (L.) A.Gray
- Atriplex patula L. subsp. littoralis (L.) H.M.Hall & Clem.
- Atriplex hastata L. var. littoralis (L.) Farw.
- Chenopodium littorale (L.) Thunb.[4]
- Atriplex littoralis var. japonica Koidz.
- Atriplex maritima Pall.	Synonym
- Atriplex salina Siev.
- Atriplex subcordata var. japonica (Koidz.) Honda
- Atriplex sulcata Michx. ex Schult.[5]